# Madalena (Azoren)
Madalena is een gemeente in het Portugese autonome gebied en eilandengroep Azoren op het eiland Pico.
De gemeente heeft een totale oppervlakte van 147 km² en telde 6136 inwoners in 2001.
De gemeente valt samen met het westelijke deel van het eiland Pico. Het grenst aan drie kanten aan de Atlantische Oceaan, behalve in het oosten, waar het grenst aan São Roque do Pico en Lajes do Pico. Zeven kilometer naar het westen ligt het eiland Faial met de gemeente Horta.

## Plaatsen (freguesias)
De zes freguesias van Madalena zijn:
- Bandeiras
- Candelária
- Criação Velha
- Madalena
- São Caetano
- São Mateus